# Đại uý Marvel (phim)
Đại uý Marvel (tựa gốc tiếng Anh: Captain Marvel) là một phim siêu anh hùng ra mắt năm 2019 của Mỹ dựa trên nhân vật Carol Danvers của truyện tranh Marvel. Được sản xuất bởi Marvel Studios và được phân phối bởi Walt Disney Studios Motion Pictures, tác phẩm là phim thứ 21 của Vũ trụ Điện ảnh Marvel (MCU). Phim được sáng tác và đạo diễn bởi Anna Boden và Ryan Fleck, với Geneva Robertson-Dworet và Jac Schaeffer cũng đóng góp cho kịch bản. Dàn diễn viên gồm Brie Larson đóng vai Carol Danvers, cùng với Samuel L. Jackson, Ben Mendelsohn, Djimon Hounsou, Lee Pace, Lashana Lynch, Gemma Chan, Annette Bening, Clark Gregg và Jude Law. Lấy bối cảnh năm 1995, phim kể về con đường trở thành siêu anh hùng mạnh mẽ nhất vũ trụ của Carol Danvers. Bên cạnh đó, trận chiến ảnh hưởng đến toàn vũ trụ giữa tộc Kree và tộc Skrull đã lan đến Trái Đất.
Được phát triển vào tháng 5 năm 2013 và chính thức được công bố vào tháng 10 năm 2014, tác phẩm là phim siêu anh hùng Marvel đầu tiên có nhân vật chính là nữ. Nicole Perlman và Meg LeFauve được thuê để sáng tác kịch bản vào tháng 4 năm 2015. Nội dung phim mượn những yếu tố từ loạt truyện Chiến tranh Kree–Skrull năm 1971 của Roy Thomas. Larson được công bố sẽ đóng vai Carol Danvers tại sự kiện San Diego Comic-Con năm 2016. Boden và Fleck được giao việc đạo diễn phim vào tháng 4 năm 2017. Robertson-Dworet nhanh chóng đảm nhận việc sáng tác kịch bản, với những diễn viên còn lại được thêm vào dàn diễn viên trước khi phim khởi quay. Quá trình quay phim bắt đầu vào tháng 1 năm 2018, với nhiếp ảnh chính bắt đầu vào tháng 3 năm 2018 tại California và kết thúc vào tháng 7 năm 2018 tại Louisiana. Trong quá trình hậu kỳ, Jackson và Gregg, những diễn viên đã tham gia các phim trước của MCU, được trẻ hoá bằng kỹ xảo (do phim lấy bối cảnh năm 1995).
Đại uý Marvel khởi chiếu vào ngày 8 tháng 3 năm 2019 tại Mỹ, trùng vào Ngày Quốc tế Phụ nữ, dưới định dạng IMAX và 3D. Bộ phim đã thu về 1,11 tỷ đô la Mỹ trên toàn thế giới, là phim có doanh thu cao thứ nhì năm 2019, cũng như phim siêu anh hùng có doanh thu cao thứ 9 mọi thời đại, và là phim có doanh thu cao thứ 30 mọi thời đại. Các nhà phê bình mô tả nó là "giải trí, thú vị và hiểu biết" và ca ngợi diễn xuất của Larson, Jackson và Mendelsohn. Phần tiếp theo của nó là The Marvels, sẽ được công chiếu tại các rạp vào 28 tháng 7, 2023.

## Nội dung
Từ xa xưa, hai tộc Kree và Skrulls đã xảy ra cuộc chiến tranh kéo dài rất lâu, gọi là Chiến tranh Kree–Skrull. Với trình độ kĩ thuật phát triển, người Kree dần áp đảo trong cuộc chiến và khiến cho số lượng người Skrulls bị giảm đi đáng kể.
Năm 1995, Vers thức giấc tại Hala, quê hương của Đế chế Kree. Cô luôn bị ác mộng về một vụ rơi máy bay, và về một người phụ nữ bị sát hại trước mặt mình. Trí nhớ của cô dừng lại tại thời điểm cô đạt được sức mạnh của mình. Cô được Yon-Rogg, thủ lĩnh của Starforce huấn luyện để trở thành thành viên của đội. Mặc dù Yon-Rogg tin rằng cô đã sẵn sàng nhưng Supreme Intelligence, một trí tuệ nhân tạo có vai trò điều hành Đế chế Kree lại không cho cô gia nhập đội, nơi mà có Minn-Erva - một xạ thủ bắn tỉa và các cộng sự Korath, Bron-Char và Att-Lass.
Đội Starforce nhận nhiệm vụ giải cứu Soh-Larr, một đặc vụ ngầm của Kree khỏi hành tinh Torfa, nơi mà người Skrulls đang chiếm đóng. Toàn đội bị Skrulls mai phục dưới sự chỉ huy của Tướng Talos. Vers tìm thấy Soh-Larr nhưng sau đó cô phát hiện đó chính là Talos đang giả dạng. Cô bị bắt trong khi cả đội đã kịp rút lui. Tại đây, Talos tìm thấy kí ức bị xóa của cô và chiết suất nó thành tinh thể. Sau đó, cô định bỏ trốn và bị bốn người Skrull đuổi theo, trong đó có tướng Talos. Trong cuộc truy đuổi, họ đã bị rơi máy bay xuống Trái Đất, tại thành phố Los Angeles.
Sự hiện diện của cô tại Trái Đất đã gây chú ý đến hai Đặc vụ của S.H.I.E.L.D, Nick Fury và Phil Coulson, những người đang điều tra về vụ tấn công của Skrulls. Trong khi truy đuối Skrulls, Vers tìm thấy mảnh tinh thể chứa kí ức của cô. Talos, lúc này đang ngụy trang thành Keller, giám đốc của S.H.I.E.L.D. đã thuyết phục Fury gặp và làm việc với Vers.
Khi làm việc với Fury, Vers đã phát hiện cô đã từng là phi công của Không quân Hoa Kì, cô được cho là đã chết 6 năm trước sau vụ thí nghiệm được tạo ra bởi Tiến sĩ Wendy Lawson, người mà cô thấy trong cơn ác mộng, cô còn nhớ lại mình có một người bạn là Maria Rambeau, cũng là một cựu phi công. Hai người bị Talos truy đuổi, mang theo chú mèo Goose, vật nuôi cũ của Lawson rồi bay đến Orleans, bang Louisiana để gặp Rambeau.
Khi Talos tìm đến cũng là lúc Vers phát hiện ra tên thật của mình là Carol Danvers. Talos nói rằng người Skrulls đang tìm một nơi ở mới, chạy trốn khỏi sự truy đuổi của Starforce, tiến sĩ Lawson, một đặc vụ hai mang của Kree hoạt động dưới cái tên Mar-Vell lúc này đã giúp người Skrulls tị nạn bằng thiết bị của mình. Talos phát lại đoạn băng ở hộp đen máy bay của tiến sĩ Lawson, Danvers đã nhớ lại những gì đã xảy ra: Một vụ ám sát đã được dàn dựng bởi Yon-Rogg và Starforce nhắm vào Mar-Vell. Trước khi bị giết, bà đã phá hủy thiết bị của mình. Cũng trong vụ nổ đó, Carol Danvers đã vô tình hấp thụ được sức mạnh từ nguồn năng lượng nhưng lại đánh mất đi kí ức của mình.
Yon-Rogg xuống Trái Đất để tiếp cận Danvers nhưng hắn kịp nhận ra đó là Skrull giả dạng và kết liễu hắn. Trong khi đó, Danvers, Fury, Talos, Maria và Goose tìm đến phòng thí nghiệm của Mar-Vell tại không gian, đưa Talos đoàn tụ với gia đình. Cô phát hiện được nguồn năng lượng của mình chính là ở khối Tesseract. Ngay sau đó cô chạm trán với đội Starforce, trong cuộc chiến này, cô đã gặp mặt Supreme Intelligence và đã phá hủy thiết bị kìm hãm sức mạnh của mình.
Trận chiến nổ ra, Fury đã nhận ra Goose không phải là loài mèo mà là loài Flerken, một giống loài ngoài hành tinh có khả năng nuốt được mọi vật. Goose nuốt khối Tesseract để bảo vệ. Danvers nhanh chóng đánh bại Starforce, trong khi người Skrulls bỏ chạy thành công. Minn-Erva định bắn hạ chiếc Quadjet nhưng bị Rambeau phá hủy phi thuyền và bị giết.
Yon-Rogg cầu cứu Ronan đem quân cứu viện xuống Trái Đất. Danvers nhanh chóng đánh bại đội quân của Ronan. Tại Trái Đất, Yon-Rogg và Danvers đối mặt với nhau. Hắn nhanh chóng bị đánh bại và bị bắn trở về Hala với lời cảnh báo rằng cô sẽ quay lại.
Cuộc chiến kết thúc, Fury bị Goose lấy mất con mắt. Danvers cùng người Skrulls đi tìm ngôi nhà mới. Trước khi rời khỏi Trái Đất, cô đưa cho Fury một chiếc máy truyền tin để sử dụng vào trường hợp khẩn cấp. Đặc vụ Coulson và Fury trở lại Los Angeles sau khi tìm thấy trụ sợ mới, Fury quyết định đặt tên trụ sở là "Avenger" để vinh danh Danvers.
Ở đoạn mid-credits vào năm 2018, Danvers tìm đến trụ sở của Agenvers.Tại đây cô gặp Bruce Banner, Steve Rogers, Nathasha Romanoff và James Rhodes, những người đã tìm thấy máy truyền tin của Nick Fury đang được kích hoạt sau sự kiện cú búng tay. Đoạn post-credits là cảnh flash-black vào năm 1995, khi mà Goose đã nôn ra viên Tessaract lên bàn làm việc của Fury.

## Diễn viên
- Brie Larson vai Carol Danvers / Captain Marvel: Cựu phi công của lực lượng Không Quân. Sau vụ tai nạn máy bay, cô được người Kree đưa đến hành tinh của họ để cứu chữa. Tại đây, DNA của Carol được kếp hợp với DNA của người Kree, khiến cô trở nên siêu khoẻ, siêu nhanh, có thể bay và có khả năng phóng và hấp thụ năng lượng. Larson mô tả Danvers là một "người tin tưởng vào sự thật và công lý" và là "cầu nối giữa Trái đất và không gian",  người phải cân bằng phe Kree bất động với một nửa con người "khiếm khuyết" của mình.  Larson còn gọi Danvers là hung hăng, nóng nảy và hay xâm lược — những thuộc tính giúp cô ấy trong một cuộc chiến nhưng lại chứng tỏ là những khuyết điểm về tính cách.  Chủ tịch Marvel Studios Kevin Feige cho biết Larson được chọn vì khả năng cân bằng sức mạnh khổng lồ của nhân vật với nhân loại của cô ấy. Do lo ngại rằng Larson (26 tuổi khi được chọn) còn quá trẻ để thể hiện một phi công tài ba, nhà biên kịch Nicole Perlman đã tham khảo ý kiến của Không quân, người cho biết có thể ai đó xuất sắc trong độ tuổi từ 28 đến 34. Larson được đào tạo trong chín tháng cho vai diễn này, học judo, quyền anh và đấu vật. Cô cũng đã đến thăm Căn cứ Không quân Nellis và gặp gỡ các phi công đang tại ngũ, bao gồm Thiếu tướng Jeannie Leavitt và phi công Thunderbirds, Thiếu tá Stephen Del Bagno, để chuẩn bị cho vai diễn này. Mckenna Grace đóng vai Carol Danvers hồi nhỏ.[5][24]
- Samuel L. Jackson vai Nick Fury: Quan chức cấp thấp, đồng thời là giám đốc tương lai của tổ chức S.H.I.E.L.D. Trong phim, Nick Fury vẫn còn nguyên cả hai mắt, vì phim lấy bối cảnh trước khi ông bị mất 1 mắt (năm 1995).[6] Feige giải thích rằng Danvers là siêu anh hùng đầu tiên mà Fury gặp,  đưa anh ta vào con đường thực hiện vai trò của mình khi làm việc với các anh hùng trong các bộ phim MCU sau này.  Jackson đã mô tả Fury vào thời điểm này như một tay lừa bàn, người vẫn chưa trở nên hoài nghi đối với bộ máy quan liêu và người biết được trong phim rằng có những sinh vật siêu năng lực có thể giúp SHIELD Jackson nói thêm rằng việc tin tưởng Danvers đóng một vai trò quan trọng trong sự phát triển của anh ấy, vì họ trở thành "đồng hương" trong suốt bộ phim.  Jackson bị khử kỹ thuật số 25 tuổi, đây là lần đầu tiên Marvel làm điều này cho cả một bộ phim.
- Ben Mendelsohn vai Talos và Keller: Talos là thủ lĩnh thay đổi hình dạng của Skrulls hoạt động bí mật tại SHIELD với tư cách là ông chủ của Fury, Keller.  Mendelsohn mô tả Keller là người "đóng đinh" so với tính cách Skrull "thoải mái hơn" của Talos. Mendelsohn sử dụng giọng Mỹ lấy cảm hứng từ cựu Bộ trưởng Quốc phòng Hoa Kỳ Donald Rumsfeld cho Keller, và giọng Úc bản địa của ông cho Talos; cái thứ hai đã được chọn, sau một "cuộc thảo luận kéo dài", do cái mà Mendelsohn gọi là "sự đúng đắn của trái đất". Việc trang điểm và các bộ phận giả cần thiết để khắc họa Talos đã mất "vài giờ" để áp dụng. Nhà sản xuất điều hành Johnathan Schwartz nói thêm rằng "thật thú vị khi thể hiện cả sức mạnh của Skrull và phạm vi của Ben với tư cách là một diễn viên" với nhân vật này.  Talos cũng mang hình dạng một cô gái lướt sóng, do Emily Ozrey và Abigaille Ozrey thể hiện, và một người lính Kree cải trang do Duane Henry thủ vai .  Một phiên bản đầu của kịch bản có nhân vật chết trong phim.
- Djimon Hounsou vai Korath: Lính đánh thuê người Kree, đồng thời là phó chỉ huy của lực lượng Starforce. Hounsou giải thích rằng Korath "ở giai đoạn sơ sinh" trong phim so với sự xuất hiện của anh ấy trong Vệ binh dải Ngân Hà (2014), nhưng "vẫn là một cỗ máy không hài hước".
- Lee Pace vai Ronan the Accuser: Một quan chức cấp cao của Kree.  So với sự xuất hiện của anh ấy trong Guardians of the Galaxy , Ronan vẫn chưa phải là một "người nhiệt thành cấp tiến", với vai trò của anh ấy trong quân đội Kree giao với Starforce "theo một cách thú vị".
- Lashana Lynch vai Maria Rambeau: Một trong những người bạn lâu đời nhất của Danvers và là một phi công thuộc Lực lượng Không quân, người đi theo dấu hiệu "Photon". Cô là một người mẹ đơn thân của con gái Monica .  Lynch mô tả Rambeau là người "kiên cường" và là người "mà bạn không cảm thấy cần giúp đỡ".  Larson gọi Rambeau là "đại diện của tình yêu" trong phim và là "một kẻ xấu xa lạ thường". Cô mô tả tình bạn giữa Danvers và Rambeau là bình đẳng, với "tính cạnh tranh vui tươi [và] tôn trọng lẫn nhau". Giống như Larson, Lynch đã gặp gỡ các phi công tại ngũ để chuẩn bị cho vai diễn này. Đặc biệt, cô được gặp gỡ các phi công cũng là mẹ. Lynch rất hào hứng khi được miêu tả một nhân vật mà khán giả sẽ tự hào và có thể liên hệ, đặc biệt là các bà mẹ và các thành viên của cộng đồng người da đen, giúp tiếp tục "thông tuyến thực sự" cho các nhân vật người Mỹ gốc Phi trong MCU sau Black Panther (2018).
- Gemma Chan vai Minn-Erva: Lính bắn tỉa người Kree, đồng thời là thành viên của Starforce. Chan giải thích rằng Minn-Erva là "ngôi sao của Starforce" trước khi Danvers gia nhập đội và "hơi bị đe dọa bởi một người khác đã đến và cũng rất tài năng".
- Annette Bening vai Mar-Vell / Wendy Lawson và Supreme Intelligence: Trí tuệ tối cao là trí tuệ nhân tạo là hiện thân chung của những bộ óc vĩ đại nhất của người Kree, và là người cai trị Đế chế Kree.  Nó xuất hiện dưới các hình thức khác nhau đối với mỗi người,  đặc biệt với Vers là nhà khoa học Mar-Vell của phiến quân Kree, người đã cải trang trên Trái đất thành ông chủ của Danvers, Tiến sĩ Wendy Lawson.  Mar-Vell ban đầu được viết như một mối tình nam dành cho Danvers như trong truyện tranh, nhưng sau khi đấu tranh để chọn nhân vật, đồng đạo diễn Anna Bodenđề xuất rằng họ chọn một phụ nữ thay thế và gắn cô ấy vào cốt truyện của Tình báo tối cao bằng cách kết hợp các nhân vật đó. Boden nói Bening là "vương giả" với tư cách là Tình báo tối cao, và "bình thường, điềm tĩnh và thoải mái" với tư cách là Lawson.  Feige cho biết việc thay đổi giới tính của Mar-Vell là quan trọng đối với sự phát triển của Danvers trong phim, cho cô một người cố vấn nữ.
- Clark Gregg vai Phil Coulson: Đặc vụ mới vào nghề của S.H.I.E.L.D và cũng là đồng nghiệp của Nick Fury. Gregg cho biết bộ phim sẽ là "bộ phim sớm nhất mà chúng ta được xem [Coulson trong MCU], vì vậy khi anh ấy nói 'Anh Stark, đây không phải là trò chơi đầu tiên của tôi' trong Người Sắt (2008), đây có thể là rodeo mà anh ấy đang nói về." Anh ấy đã phải nỗ lực để miêu tả Coulson "bớt thô bạo và mệt mỏi hơn một chút" so với hiện tại của MCU. Mặc dù Coulson chạm trán với người Kree trong loạt phim truyền hình MCU Agents of S.H.I.E.L.D., Schwartz lưu ý rằng Captain Marvelsẽ không cần phải lo lắng về điều đó vì đây là phần tiền truyện mà Kree thậm chí còn chưa thuộc "vốn từ vựng của anh ấy". Giống như Jackson, Gregg đã trẻ hóa 25 tuổi về mặt kỹ thuật số.
- Jude Law vai Yon-Rogg:[25][26] Chỉ huy của Starforce và cũng là người huấn luyện Carol Danvers sử dụng sức mạnh mới của cô. Law nói rằng nhân vật của anh ấy "được thúc đẩy bởi niềm tin vào sự lãnh đạo thần thánh của người Kree. Vì vậy, anh ấy gần như là một chiến binh sùng đạo - không nghi ngờ, bảo thủ, nhưng đầy cảm hứng." Law cũng nói rằng nhân vật của anh ấy có mối quan hệ đặc biệt với Danvers, người mà anh ấy coi như một vị hôn phu, điều này trở thành nguồn gốc căng thẳng trong phim với các thành viên khác của Starforce. Robert Downey Jr., người đóng vai Tony Stark trong các bộ phim MCU và người đóng vai chính với Law trong Sherlock Holmes (2009) và phần tiếp theo của nó (2011), đã tư vấn cho anh ấy về việc hợp tác với Marvel trước khi Law tham gia.

Các thành viên bổ sung của Starforce bao gồm Algenis Pérez Soto trong vai Att-Lass, xạ thủ của đội, và Rune Temte trong vai Bron-Char, "anh chàng to lớn hơn, mạnh mẽ hơn và chiến đấu bằng nắm đấm của mình". Con gái của Maria, Monica Rambeau, do Akira và Azari Akbar thủ vai, lần lượt là 11 tuổi và 5 tuổi. Sharon Blynn đóng vai Soren, vợ của Talos. Robert Kazinsky xuất hiện với tư cách là một người đi xe đạp có biệt danh là "The Don". Vik Sahay đóng vai Torfan, trong khi Chuku Modu vào vai điệp viên Kree Soh-Larr. Colin Ford xuất hiện trong vai anh trai của Danvers, Steve, và Kenneth Mitchell đóng vai cha của họ. Con mèo Chewie trong truyện tranh của Danvers (được đặt tên theo nhân vật Chewbacca trong Chiến tranh giữa các vì sao) xuất hiện trong phim, được đổi tên thành Goose theo tên nhân vật Nick "Goose" Bradshaw trong Top Gun (1986). Tên của nó đã được thay đổi vì Star Wars là một nhượng quyền thương mại đương đại và không dành riêng cho Danvers, không giống như Top Gun theo chủ đề phi công. Goose được khắc họa bởi bốn con mèo khác nhau, mỗi con được chọn cho hành động và tính cách của chúng: Reggie, Archie, Rizzo và Gonzo.
Các phi công của Lực lượng Không quân ngoài đời thực Matthew "Spider" Kimmel và Stephen "Cajun" Del Bagno xuất hiện với tư cách là chính họ. Del Bagno qua đời vài tháng trước khi bộ phim được phát hành,  và nó được dành để tưởng nhớ ông. Nhà văn truyện tranh Captain Marvel Kelly Sue DeConnick xuất hiện với tư cách khách mời trong vai một người qua đường ở ga xe lửa, và Stan Lee, đồng sáng tạo của Captain Marvel, xuất hiện sau khi chính anh ấy đang ghi nhớ lời thoại cho vai khách mời của mình trong Mallrats (1995). Đảm nhận các vai trò MCU của họ cho cảnh mid-credit là Chris Evans trong vai Steve Rogers, Scarlett Johansson trong vai Natasha Romanoff, Mark Ruffalo trong vai Bruce Banner và Don Cheadle trong vai James Rhodes.

## Âm nhạc
Vào tháng 5 năm 2018, Clark Gregg cho biết phần nhạc phim sẽ bao gồm những bài hát từ thập niên năm 1990. Pinar Toprak đã ký hợp đồng để soạn nhạc cho bộ phim vào tháng 6, điều này giúp cô trở thành người phụ nữ đầu tiên soạn nhạc cho một bộ phim của MCU.

## Khởi chiếu
Đại uý Marvel khởi chiếu vào ngày 8 tháng 3 năm 2019 tại Mỹ, trùng vào Ngày Quốc tế Phụ nữ, dưới định dạng IMAX và 3D.. Ban đầu, phim được lên kế hoạch phát hành vào ngày 6 tháng 7 năm 2018 trước khi chuyển sang tháng 2 năm 2015 đến ngày 2 tháng 11 năm 2018, để phù hợp với thời gian phát hành phim Người Nhện: Trở về nhà (2017). Vào tháng 10 năm 2015, phim lại được dời lịch phát hành đến tháng 3 năm 2019 để phù hợp với thời gian ra mắt Người Kiến và Chiến binh Ong (2018).

## Đón nhận

### Doanh thu
Tính đến ngày 26 tháng 4 năm 2019, Captain Marvel đã thu về 413.5 triệu đô la tại Hoa Kỳ và Canada và 696.6 triệu đô la ở các lãnh thổ khác, với tổng doanh thu toàn cầu là 1,11 tỷ đô la Mỹ. Tại Việt Nam theo Boxofficevietnam, phim đã thu về 92 tỷ 857 triệu VND tính đến lúc mà bài viết này cập nhật lần cuối.
Vào ngày đầu tiên phát hành quốc tế, bộ phim đã kiếm được 5,9 triệu đô la từ Hàn Quốc và 1,7 triệu đô la ở Pháp, cũng như 2,51 triệu đô la từ các buổi chiếu tối thứ năm ở Trung Quốc, phim hay thứ tư cho phim MCU ở nước này. Qua hai ngày đầu phát hành ở các lãnh thổ nước ngoài, bộ phim đã kiếm được 44 triệu đô la, bao gồm 9,1 triệu đô la ở Hàn Quốc, 3 triệu đô la ở Brazil, 2,9 triệu đô la ở Pháp và 2,5 triệu đô la ở Úc. Phim cũng thu về 34 triệu đô la trên tổng doanh thu ngày đầu tiên tại Trung Quốc, ngày khai mạc phim siêu anh hùng tốt thứ ba tại nước này.
Doanh thu bán vé trong vòng 24 giờ đầu tiên, bắt đầu vào ngày 7 tháng 1 năm 2019, xếp thứ ba trên Fandango cho một bộ phim của MCU, sau Avengers: Infinity War và Black Panther, và thứ hai trên Atom Ticket, sau Avengers: Infinity War. Ba tuần trước ngày khởi chiếu, doanh thu bán vé của bộ phim đã đạt khoảng 100 triệu đô la.

### Đánh giá
Theo tổng hợp của chuyên trang Rotten Tomatoes, 79% số lượng bài đánh giá dành cho Captain Marvel là tích cực, cho điểm số trung bình 6.8/10. Đối với khán giả xem phim thì 62% thích phim này và điểm trung bình là 2.8/5. Còn theo điều tra sau suất chiếu của CinemaScore, khán giả chấm phim điểm A theo tháng điểm từ A đến F-. Với điều tra của PostTrak, 81% khán giả yêu thích bộ phim, và 66% số người mua vé sẽ giới thiệu tác phẩm cho người khác. Tại Việt Nam, theo trang Moveek, thì 80% thích phim này dựa trên 97 đánh giá và 44 review. Còn theo trang Phê Phim thì phim được chấm điểm 5,9/10 với nhiều đánh giá tích cực và phần lớn chê về phim.
Vào cuối tháng 12 năm 2018, bộ phim được IMDb đặt tên là bộ phim được mong đợi nhất năm 2019, bộ phim về nhân vật truyện tranh độc lập mới được mong đợi nhất và là bộ phim bom tấn được mong đợi thứ hai năm 2019 theo dịch vụ bán vé Fandango chỉ sau Avengers: Endgame.
Trước khi phát hành bộ phim, số điểm "Muốn xem" của Captain Marvel, một cuộc thăm dò dự đoán của khán giả về Rotten Tomatoes, đã giảm xuống còn 28%.  nguyên nhân của sự suy giảm này một hành động của một số người đánh giá lại trang của bộ phim với những bình luận tiêu cực tấn công bộ phim và vì Larson bình luận về vấn đề nhận thức về nữ quyền của họ. Rotten Tomatoes đã thay đổi tính năng "Muốn xem" ngay sau đó, chỉ hiển thị số người thể hiện sự quan tâm đến bộ phim thay vì tỷ lệ phần trăm. Thông báo cho biết đây là một phần của việc thiết kế lại trang web,  mặc dù một số nhà bình luận tin rằng điều này có khả năng là để đáp lại Captain Marvel và các bộ phim khác nhận được một nỗ lực downvote tập trung cao như vậy.  Đến 8 giờ sáng ngày khai mạc tại Hoa Kỳ, bộ phim đã chiếm 33% số lượng khán giả đánh giá trên Rotten Tomatoes từ hơn 58.000 đánh giá, số lượng đánh giá này còn nhiều hơn phim Avengers: Infinity War trong toàn bộ hoạt động sân khấu. Các nhà phân tích quy kết số điểm thấp và số lượng đánh giá tuyệt đối để trolling trực tuyến. Rotten Tomatoes sau đó cho biết đã chịu trách nhiệm xin lỗi cho số lượng đánh giá cao và đến 1 giờ chiều, số lượng xếp hạng được tính đã giảm xuống còn 7.000 với điểm số khán giả là 35%.
Những đánh giá tiêu cực về bộ phim này tập trung chủ yếu vào ba điều: Một là khả năng diễn xuất của diễn viên Brie Larson trong vai chính Captain Marvel do biểu hiện của cô trong phim có vẻ "cứng nhắc", thua kém các nữ diễn viên khác cũng đóng vai siêu anh hùng như Scarlett Johansson (Black Widow) hay Elizabeth Olsen (Scarlet Witch). Thứ hai là nếu Captain Marvel mới xuất hiện trong phim đầu tay mà đã quá mạnh và không có điểm yếu thì dễ làm lu mờ các siêu anh hùng trước đó, tương tự Siêu Nhân trong Liên minh Công lý thuộc Vũ trụ Mở rộng DC (lo ngại này đã không thành hiện thực do cô chỉ có vai trò khiêm tốn trong phim Avengers: Hồi kết). Và thứ ba, nhân vật được cho là nổi bật nhất không phải Captain Marvel, mà là mèo Goose.

## Chú giải
1. ↑  "Sự kiện Infinity War" ở đây là nhắc đến sự kiện Thanos tiêu diệt một nửa sự sống của vũ trụ trong Avengers: Cuộc chiến vô cực (2018).
2. ↑  Đoạn mid-credit trong phim, là một trong những cảnh liên quan đến nội dung trong phim Avengers: Hồi kết ra mắt tại Mỹ vào ngày 26 tháng 4 năm 2019.